# Greta Koçi
Greta Koçi, född 26 september 1991 i Kuçova, är en albansk popsångerska och politiker. 2007 vann hon Top Fest med låten "Sa më lodhe". 2012 utsågs hon till förste vice ordförande för Partia Demokratikes ungdomsförbund. Koçi ställer upp i valet om ordförandeposten i förbundet 2015.

## Biografi
Koçi, som bor och arbetar i Tirana, vann vid 12 års ålder Radio Tiranas nykomlingspris. År 2007 vann hon musiktävlingen Top Fest 4 med låten "Sa më lodhe". Koçi har också deltagit i musiktävlingen Kënga Magjike, och i Kënga Magjike 2010 slutade hon 4:a med låten "Koha s'ndalet". Året därpå deltog hon i Kënga Magjike 2011 med låten "Pyes vetën" och år 2012 ställde hon upp med låten "Më sheh nga lart" i Kënga Magjike 2012. Hon slutade i finalen på en åttonde plats och tilldelades även "Çmimi Jon Music".
2007 deltog Koçi i den albanska uttagningen till Eurovision Song Contest 2007, Festivali i Këngës 45, med låten "Eja zemër". I finalen slutade Koçi femma med 40 poäng, 15 poäng bakom segrande Frederik Ndoci och Aida Ndoci, som fick representera Albanien i Helsingfors. Greta Koçi fick dock flest (tillsammans med vinnarna) tolvpoängare av alla, då hon lyckades få två av de sju domarnas tolvor. Året därpå gjorde hon ett nytt försök i Festivali i Këngës 46 med låten "Natën të kërkova". Hon slutade i finalen på femte plats med 35 poäng. 
2015 släppte hon singeln "Mas miri" tillsammans med Gold AG. 

## Privatliv
Koçis far kommer från den nordalbanska staden Shkodra och hennes mor från den centralalbanska staden Berat. Koçi har en syster, Eni Koçi, som även hon är sångerska. Hon är politiskt aktiv inom Partia Demokratike e Shqipërisë (PS). 2012 utsågs hon till förste vice ordförande i partiets ungdomsförbund, Forumi Rinor i Partise Demokratike. 
2015 var Koçi inblandad i en bilolycka när hon tillsammans med partikamrater från ungdomsförbundet var på väg till Novosela norr om Vlora för att hjälpa översvämningsoffer. Hon klarade sig dock utan allvarliga skador.

## Diskografi

### Album
- 2006 – Mos shiko tjetër
- 2009 – Do më shaj nëna
- 2010 – Bam Bam Bam

### Singlar (urval)
- 2006 – "Kërcim dashurie"
- 2007 – "Sa më lodhe"
- 2010 – "Get This"
- 2010 – "Koha s'ndalet"
- 2011 – "Milionere e parë"
- 2011 – "Pyes vetën"
- 2011 – "Çdo hap është një peng"
- 2012 – "Më sheh nga lart"
- 2015 – "Mas miri"